# Toyopet Master

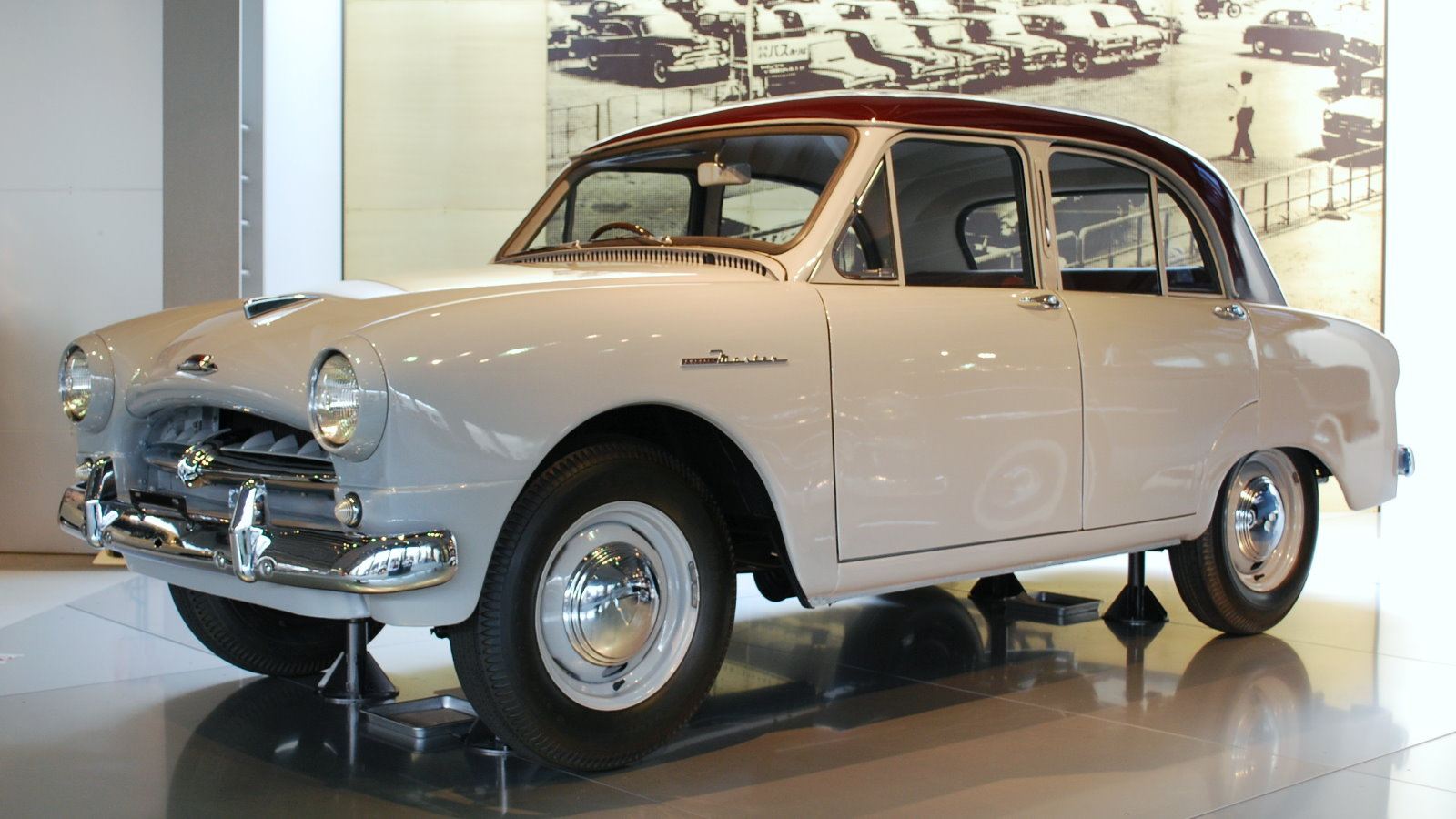

El Toyopet Master, presentado en enero de 1955, es un automóvil de pasajeros que fue una evolución del sedán anterior Toyota SF / RH (también conocido como Super) con una carrocería modernizada. Al igual que su predecesor, el Master tiene un chasis de camión con bastidor de escalera con resorte de hoja ejes sólidos tanto en la parte delantera como en la trasera. El Master más conservador se vendió en paralelo con el primer Toyota Crown como una versión robusta y frugalmente equipada destinada al uso de taxis. El Master y Crown comparten el mismo motor de la serie R, que produce 48 CV (35 kW; 35 kW) en el Master. Se vendió en una cadena de concesionarios de Toyota en Japón llamada Tienda Toyota, junto al Crown más exclusivo, que estaba pensado como una alternativa de compra privada al Master.

## Historia
En 1955, Toyota no estaba seguro de si su suspensión de bobina delantera independiente y las puertas traseras con bisagras traseras instaladas en el Crown no serían demasiado radicales para que el mercado de taxis las aceptara. Cuando las ventas del Crown resultaron satisfactorias, el sedán Master se suspendió en noviembre de 1956. La carrocería del Master fue construida por el subcontratista de Toyota Kanto Auto Works, como con el modelo anterior RHK Super. Junto con la necesidad percibida de un modelo más sólido y conservador para usuarios profesionales, Toyota también estaba interesado en proporcionar a Kanto Auto Works trabajo de ensamblaje para compensar el cambio de producción de Toyota la Corona completamente en casa. El gerente de proyecto Tozo Yabuta desarrolló rápidamente el Master utilizando una gran cantidad de piezas de RHK, y el primer prototipo se ejecutó en marzo de 1954. Un paso aparentemente retrógrado fue pasar de las cuatro velocidades de la RH a una de tres velocidades. transmisión (aunque la nueva unidad era totalmente sincronizada, pero los compradores japoneses en ese momento asociaron la necesidad de muchas marchas con motores débiles.
El sedán Master fue reemplazado parcialmente por el más pequeño Toyota Corona en 1957, en un nuevo concesionario japonés de Toyota llamado "Toyopet Store". Los paneles de la carrocería del RR Master se utilizaron en forma reducida como una forma económica y rápida de diseñar este nuevo ST10  Corona. Las instalaciones de producción del Master se transfirieron a la Corona. En 1995, Toyota revisó el enfoque de un sedán Crown de grado comercial, diseñado principalmente para uso de taxis, e introdujo el Toyota Comfort que todavía está en producción, con un uso prolífico en toda Asia.

## Línea maestra (RR)

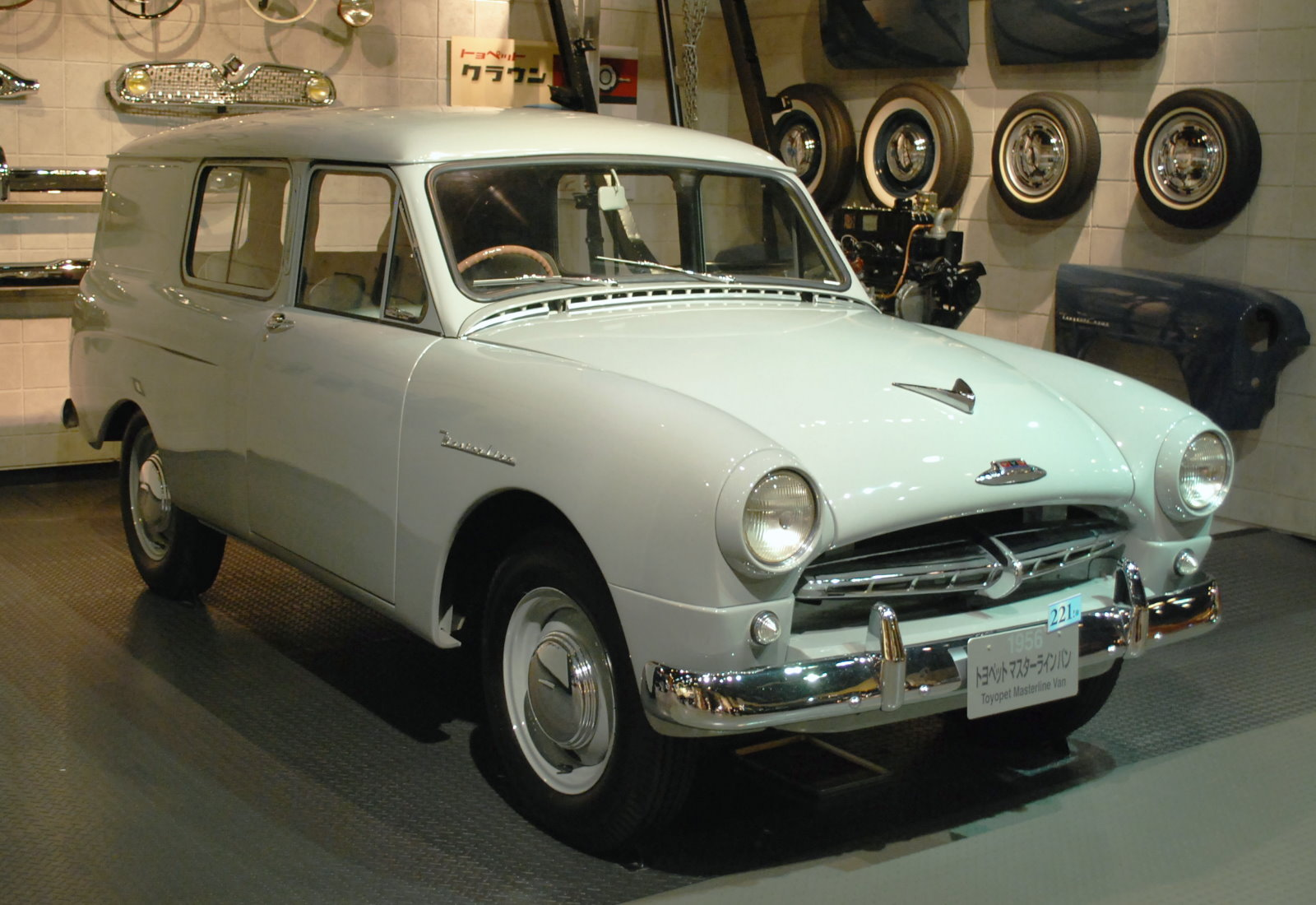

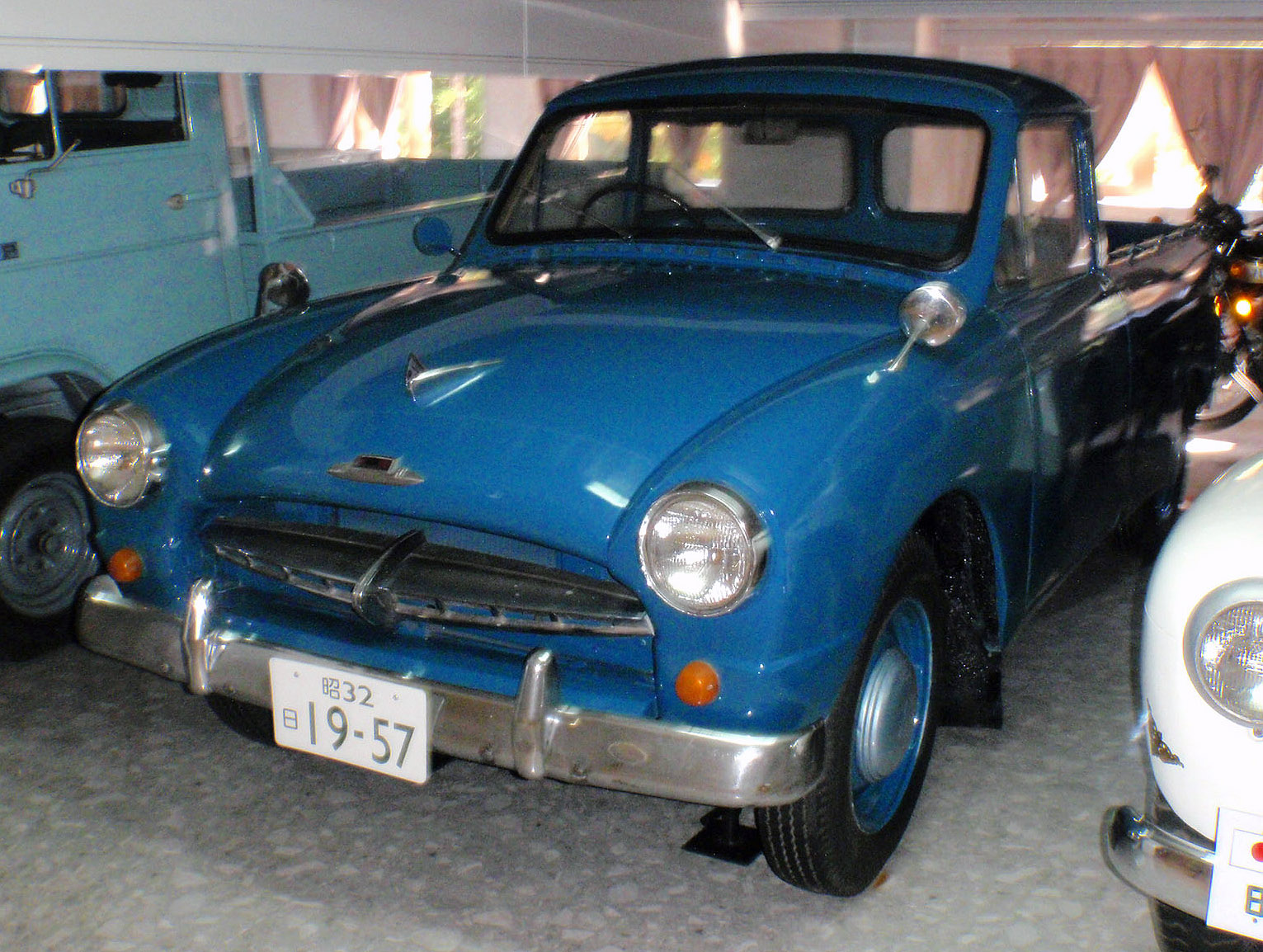

La gama Toyopet Master también incluía la camioneta Masterline RR16, la camioneta Masterline RR17 y la camioneta doble Masterline RR19 posterior (con dos filas de asientos). Fueron introducidos en noviembre de 1955, originalmente solo como una camioneta de cabina única y una furgoneta. Estos reemplazaron a los modelos comerciales SG y fueron los primeros camiones basados en automóviles para entrar en producción en Japón. El chasis se construyó en la planta principal de Toyota en Aichi y luego se transportó por tierra a Kanto Auto Works en Yokosuka, donde las carrocerías se ensamblaron principalmente a mano. La recogida doble se agregó en agosto de 1956, momento en el que se actualizó el motor para proporcionar 55 CV (40 kW; 40 kW).  Para 1958, la potencia se había incrementado nuevamente, alcanzando 58 CV (43 kW; 43 kW). La camioneta de doble cabina fue construida por Central Motor Co., quien siguió construyendo este estilo de carrocería de las generaciones siguientes hasta diciembre de 1970. La cabina doble puede acomodar a seis personas con una carga máxima de 500 kg (1100 lb; 1100 lb), pero estaba sujeto al impuesto más bajo aplicado a los vehículos comerciales, lo que lo hizo popular entre las empresas de construcción y similares.
Los modelos comerciales de Masterline se prorrogaron después de la discontinuación del Master. En 1957, la camioneta ligera se cambió ligeramente y ahora estaba completamente acristalada, en lugar de tener acero prensado en las ventanas laterales traseras. La primera generación de Masterlines se construyó hasta que se reemplazó por una nueva generación basada en Crown en marzo de 1959, para el canal de ventas Toyota Store. Kanto Auto Works construyó un total de 19,400 Master y Masterlines (excluyendo los RR19 fabricados por Central Motors) hasta que la producción terminó en 1959. También se desarrolló una versión Coronaline más pequeña para ser vendida a través de los distribuidores de Toyopet.

### Cinta maestra (RS)
Toyota logró introducir otra variante en el tema Master / Crown con el "Master Ribbon" que apareció en los catálogos de exportación en la primera mitad de 1956. Se trataba de una serie de comerciales ligeros que utilizaban los paneles de la carrocería del Masterline pero con los más modernos. Chasis Crown debajo, incluida la suspensión delantera independiente de ese automóvil. Se ofrecieron una camioneta pickup de dos puertas o chasis cabina (RS16) y una furgoneta ligera de dos puertas (RS17), también disponibles con volante a la izquierda. El motor era la misma unidad 48 CV (35 kW; 35 kW) R que se ve en otros modelos Master. Más tarde, en 1956, una versión pickup de dos asientos también entró en las listas, con el código de chasis RS19.

## Línea maestra (RS20 / 30)

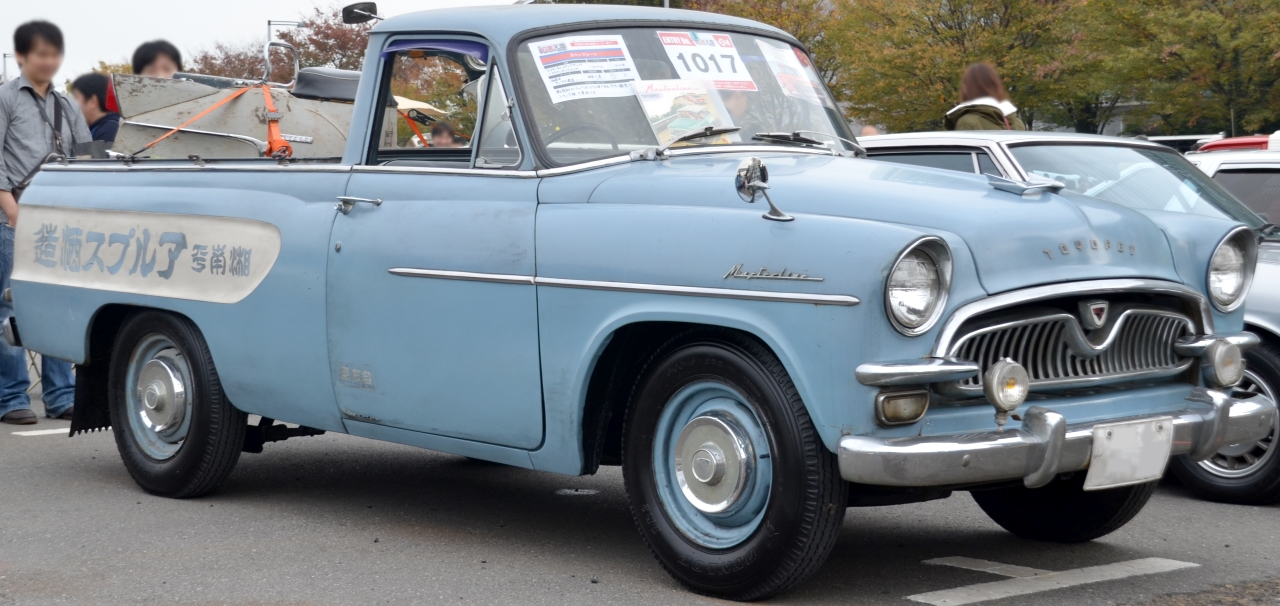

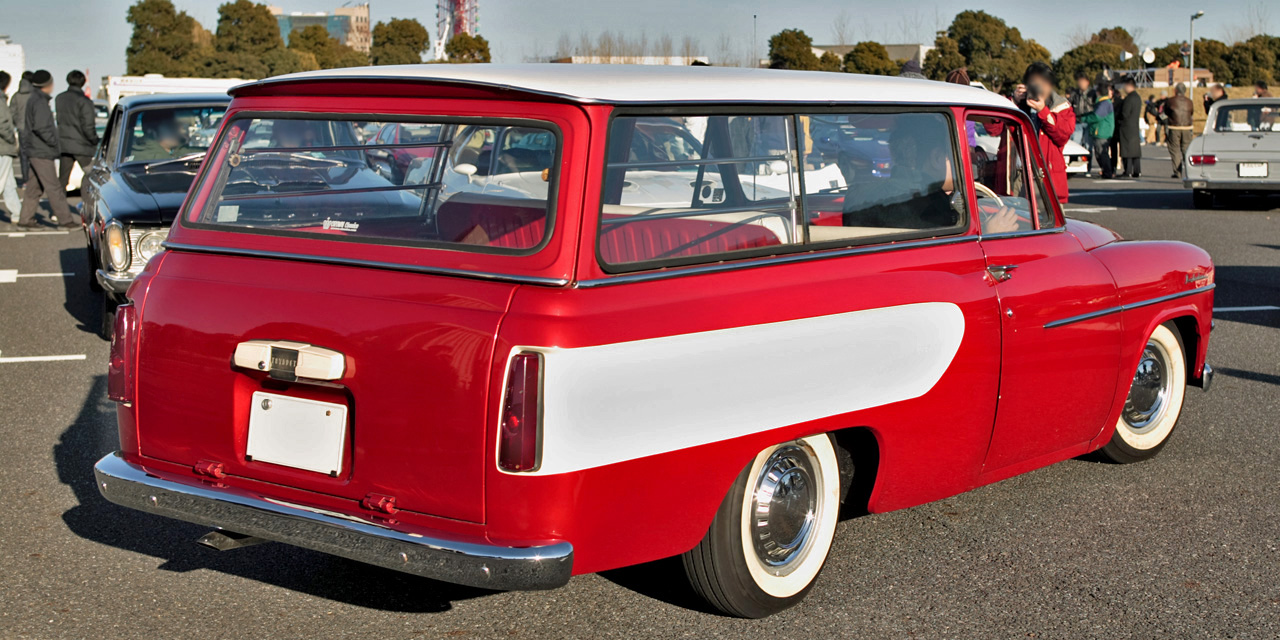

Cuando se renovó el coche de pasajeros Crown, la placa de identificación Masterline se trasladó a las versiones comerciales del Crown. Esto significó una suspensión delantera independiente junto con la carrocería del Crown; Toyota ahora solo usaba ejes delanteros sólidos en camiones destinados a transportar más de 1,5 toneladas (3306,9 lb; 1500,0 kg). La nueva versión estaba disponible como una camioneta de cabina única (RS26) o como una camioneta ligera de dos puertas (RS26V), ambas equipadas con el motor R de 1.5 litros. En 1960 se cambiaron las regulaciones y se permitió que los automóviles de pasajeros y los comerciales ligeros fueran más largos y anchos, con un tamaño máximo del motor aumentado de 1.500 a 2.000 cc. Toyota respondió en consecuencia con los nuevos RS30 Crown y RS36 Masterline, que llegaron en junio de 1960. Fue también cuando Kanto Auto Works renunció a la producción del Masterline. La camioneta se llamó RS36, mientras que la camioneta recibió el código de chasis RS36V. Las carrocerías crecieron y se introdujeron dos nuevos estilos de carrocería: una camioneta de doble cabina (RS36P) y una camioneta de cuatro puertas (RS36V-B). El motor se actualizó a la versión de 1.9 litros  3R. Otra diferencia es que los autos de la serie RS36 tienen ruedas de 5 pernos, 13 pulgadas (33,0 cm) en lugar de las unidades de 6 pernos, 15 pulgadas (38,1 cm) utilizadas en líneas maestras anteriores.

## Línea maestra (RS40)

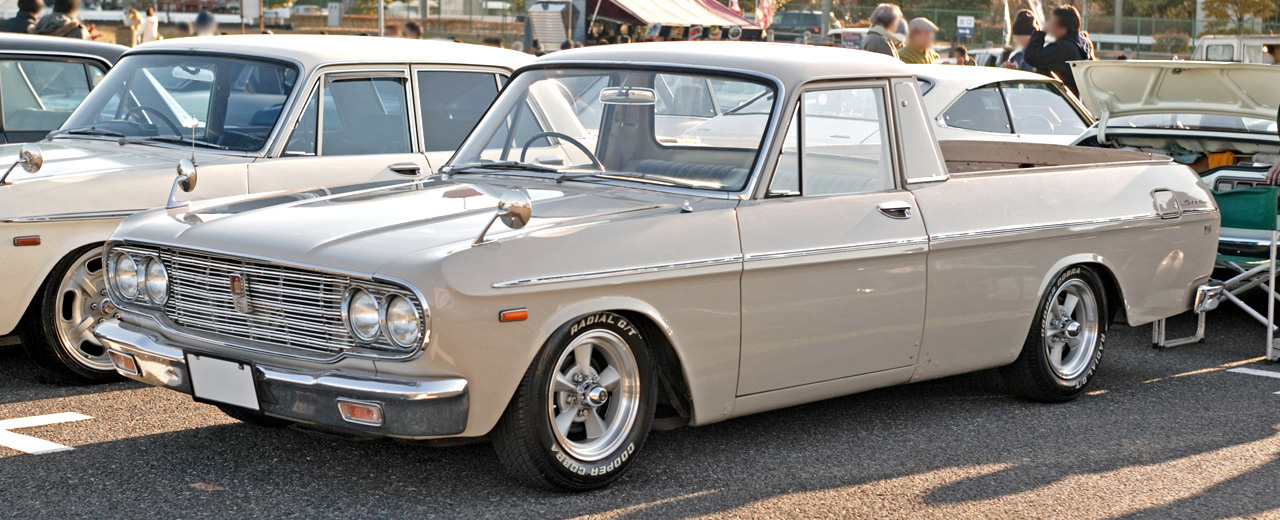

El nuevo RS46 Toyopet Masterline llegó en octubre de 1962, usando el mismo motor 3R de 1.9 litros 80 CV (59 kW; 59 kW) que los modelos RS36 anteriores. Los estilos de carrocería incluían una camioneta (RS46), una camioneta de doble cabina (RS46P) y una camioneta liviana de cuatro puertas (RS46V). La carrocería de furgoneta de dos puertas se suspendió. En noviembre de 1965 se añadió un modelo de seis cilindros en línea de dos litros; esto recibió códigos de chasis que comienzan con MS47. En cuanto a los modelos anteriores, el Masterline se vendió con las insignias Toyota Crown en los mercados de exportación. La placa de identificación de Masterline se suspendió en septiembre de 1967 cuando se introdujo el S50 Crown; a partir de ahora, los modelos comerciales también se vendieron como coronas en Japón. La producción de camionetas Crown terminó definitivamente a fines de 1970.

## Fechas y cifras de producción
Producido en Kanto Auto Works desde enero de 1955 hasta noviembre de 1956 (Master sedán); se construyeron un total de 7.403 sedán RR. Kanto también construyó unas 12.000 líneas maestras RR16 y RR17, mientras que la cabina doble RR19 fue construida por Central Motor Co. No se sabe cuántas Se construyeron RR19, pero Central Motor Co. ensambló un total de 43.241 líneas maestras y coronas de doble cabina (de cuatro generaciones) hasta diciembre de 1970.